# Tremella phaeographidis
Tremella phaeographidis är en svampart som beskrevs av Diederich, Coppins & Bandoni 1996. Tremella phaeographidis ingår i släktet Tremella och familjen Tremellaceae.   Inga underarter finns listade i Catalogue of Life.